# Tadeusz Bocheński (spiker)
Tadeusz Bocheński (ur. 28 września?/11 października 1900 w Kijowie, zm. 25 kwietnia 1968 w Warszawie) – recytator, piosenkarz, konferansjer, lektor, spiker Polskiego Radia.

## Życiorys
Syn Dominika. Studiował polonistykę na Uniwersytecie Warszawskim. W 1921 debiutował jako recytator na przedstawieniu zorganizowanym przez Akademickie Koło Muzyczne. Kontakt z mikrofonem radiowym rozpoczął od 12 marca 1926 w Polskim Towarzystwie Radiotechnicznym, które nadawało program eksperymentalny. Następnie rozpoczął pracę w Polskim Radiu jako spiker. Po raz pierwszy przed mikrofonem Polskiego Radia stanął 26 kwietnia 1926. Prowadził codzienny program radiowy oraz m.in.: „Kwadranse literackie”, „Wigilię dla samotnych”, „Podwieczorki przy mikrofonie”, brał udział w słuchowiskach, wygłaszał recytacje w „Kwadransach prozy i poezji”, był konferansjerem. W latach 30. nagrał recytacje wybitnych dzieł literatury polskiej (a także kilka piosenek) dla Syreny Record. W 1932 wystąpił w filmie „Rok 1914” w reż. Henryka Szaro, w 1933 wziął udział w filmie „Każdemu wolno kochać” w reż. Mieczysława Krawicza i Janusza Warneckiego jako głos spikera radiowego. W 1937 w nowo powstałej radiostacji PR Warszawa II prowadził popularne wśród słuchaczy dialogi z Jerzym Rolandem (autorem tekstów, spikerem i aktorem). Źródłem inspiracji do tych audycji, pełnych ironicznego dowcipu, były kulturalne plotki w kawiarniach: „Europejska” oraz „SIM” (Sztuka i Moda – przy ul. Królewskiej w Warszawie, nazywanej też elitarnym salonem literacko-muzycznym stolicy).

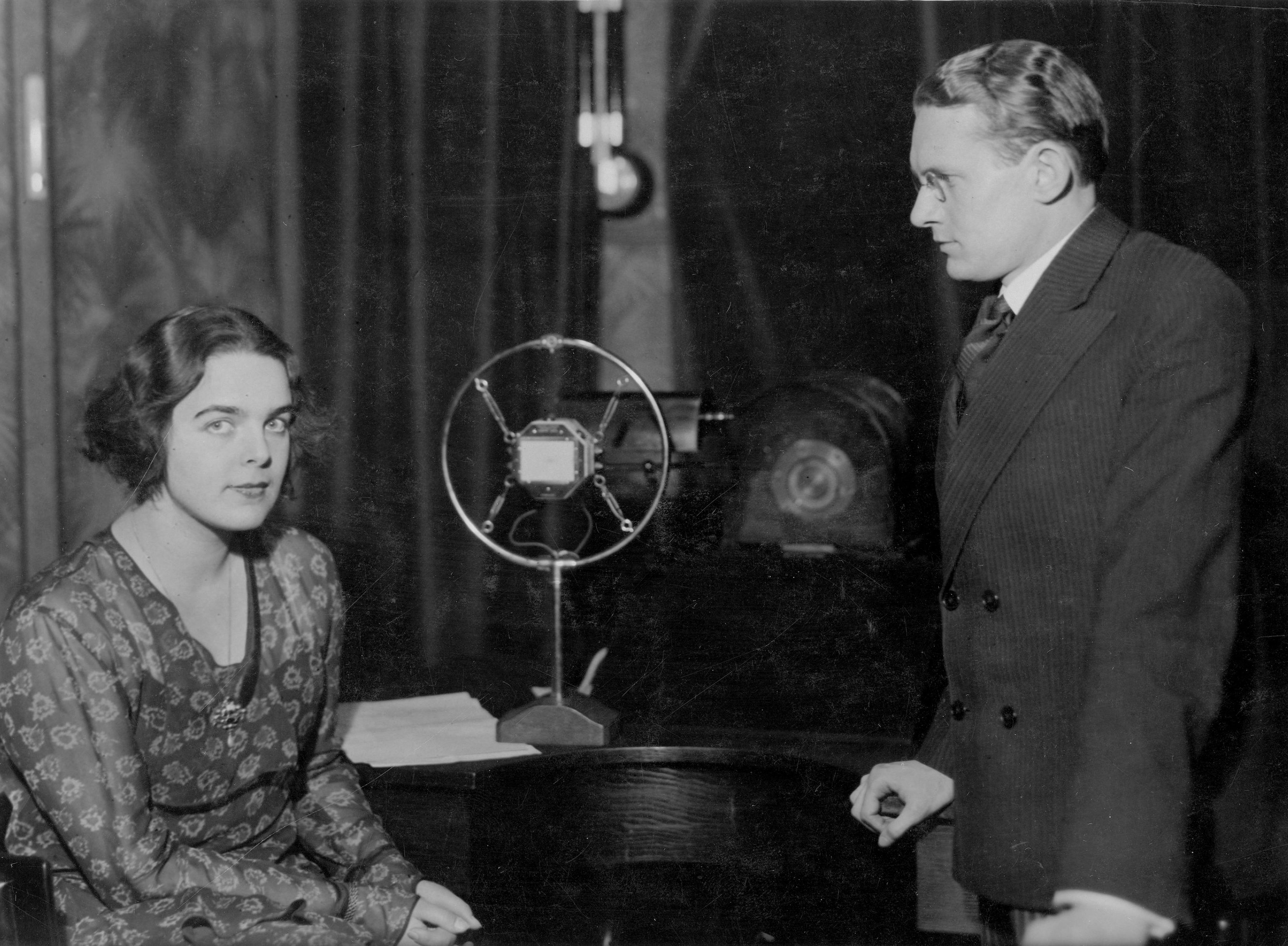
Wywiad Tadeusza Bocheńskiego z Zofią Batycką, przed mikrofonem Polskiego Radia (1930–1932)

Po wybuchu II wojny światowej, podczas okupacji niemieckiej występował w teatrze podziemnym, uczestniczył w występach w kawiarniach i lokalach warszawskich, m.in. w imprezach artystycznych organizowanych przez Adama Didura, w restauracji „Gastronomia”, kawiarni „Swann” i innych. Pełnił funkcje administratora Teatru Bohema oraz gospodarza sali w restauracji „Cristal”.
Po wojnie, w 1945 powrócił do pracy w Polskim Radiu, w którym ponownie pracował jako spiker, prowadził „Koncerty Życzeń Muzyki Poważnej”. Należał także do kabaretu literackiego „Kukułka”, użyczał głosu w słuchowiskach Teatru Polskiego Radia (1953–1963), wystąpił w Teatrze Telewizji w roli Spikera polskiego w spektaklu „Piąta bomba” w reż. Józefa Słotwińskiego (1965).
Od 1946 był członkiem Związku Artystów Scen Polskich. W 1958 wydał wspomnienia pt. Znam tylko Twoje listy... Życiu i pracy zawodowej Tadeusza Bocheńskiego, spikera Polskiego Radia został poświęcony film dokumentalny pt. „Jak zostałem spikerem” w reż. Grzegorza Dubowskiego (1967).
Zmarł w Warszawie, pochowany na cmentarzu Powązkowskim (kwatera 39-2-2).

## Publikacje

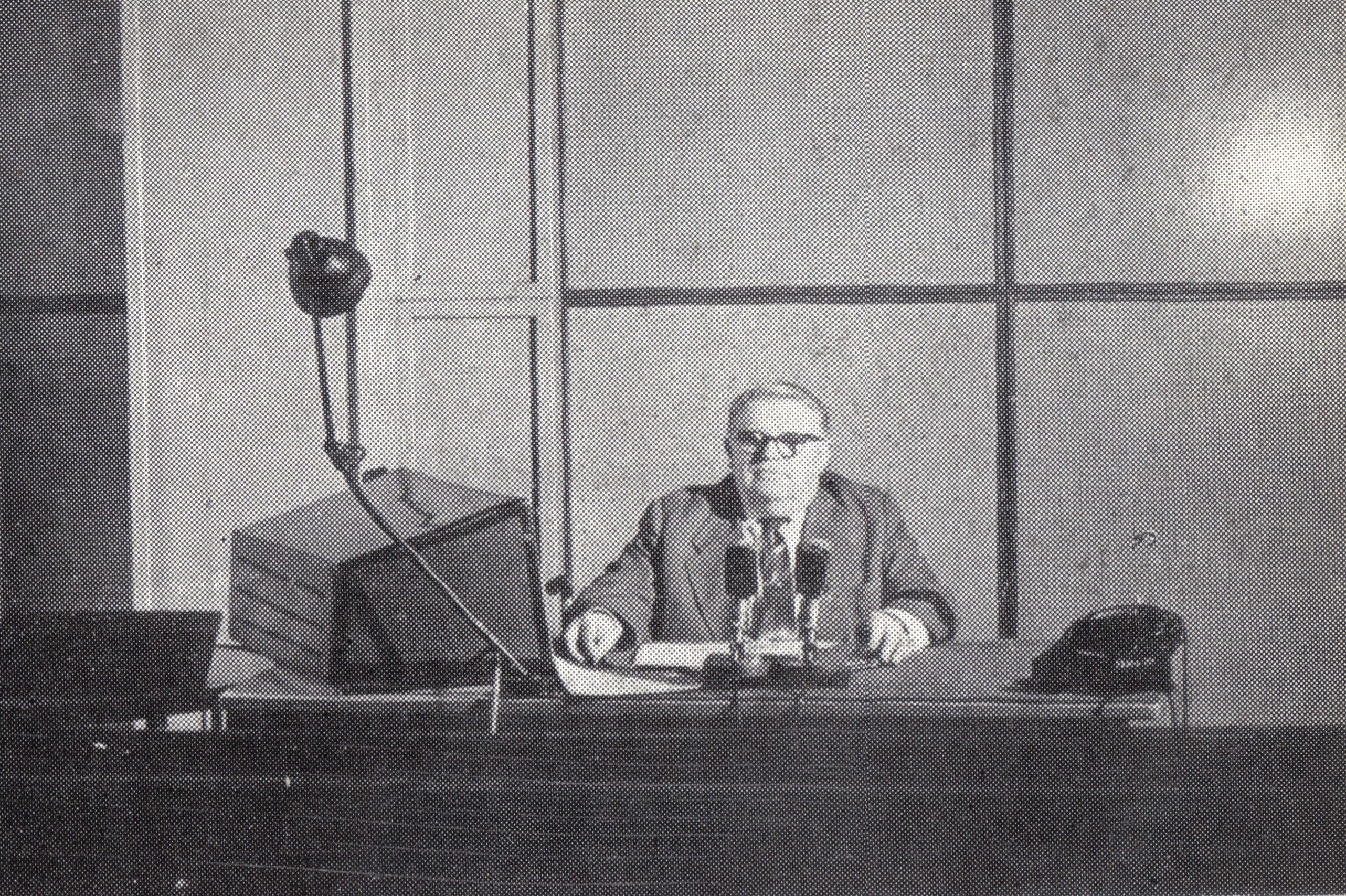
Tadeusz Bocheński (lata 60.)

- Bocheński T., Znam tylko Twoje listy... (wspomnienia spikera), Wydawnictwo Iskry, Warszawa 1958, s.164.
- Bocheński T., Halo! Tu Polskie Radio Warszawa, Nasza Księgarnia, Warszawa 1963, s. 32.

## Ordery i odznaczenia
- Krzyż Oficerski Orderu Odrodzenia Polski (29 maja 1956)[12]
- Złoty Krzyż Zasługi (8 lipca 1954)[13]
- Srebrny Krzyż Zasługi (4 czerwca 1946)[14]
- Medal 10-lecia Polski Ludowej (7 stycznia 1955)[15]

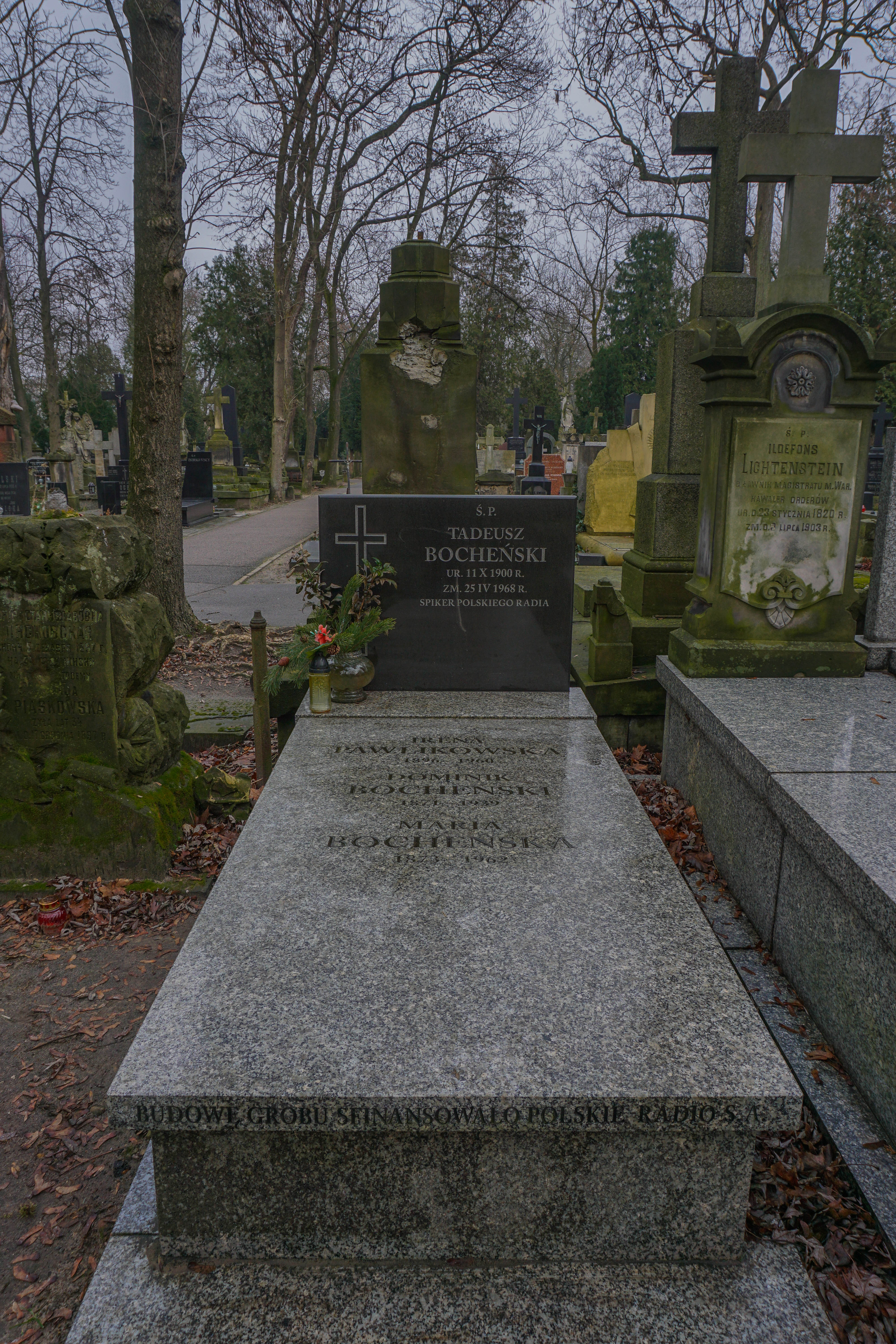
Grób Tadeusza Bocheńskiego na cmentarzu Powązkowskim w Warszawie